# Skisma
 Der er for få eller ingen kildehenvisninger i denne artikel, hvilket er et problem. Du kan hjælpe ved at angive troværdige kilder til de påstande, som fremføres i artiklen.

Skisma (græsk: kløft, uenighed) er betegnelse for spaltning, splittelse eller brud. Betegnelsen refererer oprindelig til en kirkelig splittelse eller spaltning, som reformationen (overgang fra katolicisme til protestantisme), men bruges i dag også om brud eller splittelser i sammenhænge, som ikke har noget med kirken at gøre. Denne artikel handler om skisma i kirkelig betydning.
I den kristne kirke var der fra begyndelsen stor uenighed om, hvordan det kristne budskab skulle fortolkes. Mange kirkehistoriske stridigheder opstod i tidens løb, hvoraf en stor del af dem førte til kirkesplittelser. Her en beskrivelse af nogle af de skismaer der delte den kristne kirke.

## Gnosticisme
Gnosticisme kommer af det græske gnōsis, som betyder "erkendelse", og bevægelsen stammer fra det 1. århundrede, måske endda før Kristi fødsel. Der er mange forskellige afarter af gnosticisme, men generelt omhandler det en streng dualisme mellem det guddommelige og perfekte på den ene side og det verdslige og korrupte på den anden. Verden er ifølge gnosticismen ikke skabt af Gud, men af en ond gud, demiurgen. Mennesket er ved et fald havnet i denne onde verden, men har i sig et guddommeligt lys, som de ved øvelser kan opdyrke og dermed stige op til den gode Gud. Disse øvelser kan være af forskellig art, men er ofte en filosoferen over religiøse tekster; Thomasevangeliet og Judasevangeliet har formentlig været nogle af dem. Disse tekster er ofte af mystisk art og omhandler ofte en distancering fra verden og dens ondskab.
For de kristne gnostikere var Jesus ikke inkarnationen af Gud, men nærmere en særlig viis mand, der endte sit liv ved at hans jordiske krop døde, mens hans sjæl steg op til Gud. Denne fornægtelse af Jesus som guddommelig var også det der gjorde, at gnostiske sekter blev ihærdigt forfulgt af den tidlige kristne kirke.

### Mandæisme
Den eneste form for gnosticisme, der stadig har aktive praktiserende, kaldes mandæisme. Mandæisme er ikke en kristen retning. Det mandæiske folk anderkender ikke Jesus som en profet. De tror heller ikke på, at Jesus kan være Guds søn. ”Manda” betyder (som ”gnosis”) ”viden” på den form for aramæisk, der tales af tilhængerne af mandæismen. Mandæerne anderkender ikke flere af de klassiske profeter (bl.a. Moses, Jesus, Mohammed),Noa og Abraham. Den vigtigste af mandæismens lærere er dog Johannes Døberen, som tillige er ophavsmand til et af deres helligskrifter, Sidra ḏ-iahia, hvori bl.a. indgår en længere diskussion mellem Johannes og Jesus. Der findes ingen præcise optegnelser af hvor mange mandæere der er, det antages et sted mellem 50.000 og 80.000. De lever hovedsagelig i grænselandet mellem Irak og Iran.
I Danmark bor der omkring 650-700 mandæere, alle godt integreret i landet.

## Donatister
Under Diocletians og Gratians voldsomme forfølgelser (303-305) valgte en del menige kristne og kristne biskopper livet frem for martyriet. Ved forfølgelsernes ophør tilgav den katolske kirke de frafaldne og lod dem tilbage i folden. Ledet af Donatus nægtede donatisterne denne forsoning og anså de en gang frafaldne som evigt fortabte. Donatisterne anså ikke dåb eller kirkelige handlinger udført af frafaldne eller moralsk korrupte præster som legitim. Donatisterne var hovedsagligt en retning i Nordafrika og blomstrede i det 4. og 5. århundrede og forsvandt først helt efter arabernes invasion af Nordafrika i det 7. århundrede.
Problemet med denne udlægning af Kristi lære fra den katolske kirkes synspunkt er, at intet menneske er moralsk uplettet, hvorfor alle kirkelige handlinger ville blive ugyldige.

## Nestorianere / Assyriske kirke
Nestorianismen er troen på Jesus som to på en gang forskellige og klart adskilte personer; en helt igennem menneskelig og en anden helt igennem guddommelig. Retningen blev til under inspiration fra nyplatonismen og en forkastelse af det perfekte guddommelige og spirituelle kunne forenes med det uperfekte, korrupte verdslige og kropslige. Nestorius (d. 451) var en Syrisk munk der blev patriark af Konstantinopel, den på det tidspunkt vigtigste kirkelige post. Et synode i Efesos år 432 blev indkaldt til at løse dette spørgsmål og konkluderede at nestorianismen var uforenelig med korrekt kristen lære. Nestorius blev afsat som patriark og fordrevet, først til Antiokia, så til Arabien og tilslut til Ægypten. Nestorianismen blev slukket inden for imperiet, men blomstrede for en tid i Persien og så langt væk som Kina, Indien, Mongoliet og Korea.
Problemet med nestorianismen fra et katolsk perspektiv er at den invaliderer Jesu opofrelses, for hvis Jesus er to adskilte personer, hvilke af dem døde så på korset? Hvis det er den menneskelige, er denne opofrelses ikke af guddommelige karakter og ikke rækkende til en renselse af menneskets synd.

## Monofysitisme
Monofysitismen er en reaktion på Nestorianismen hvori Jesus Kristus kun var én person, og denne guddommelige – der var intet menneskeligt element i Jesus Kristus. Et synode i Chalcedon år 451 blev indkaldt for at prøve at forene monofysitismen med katolicismen – men forgæves. Det har været fremført at de kristne maronitter på et tidspunkt har bekendt sig til monofysitismen, dette benægtes dog af maronitterne selv. Derudover fik monofysitismen aldrig den store tilhængerskare og fordømtes som kætteri i år 681.
Problemet med monofysitismen fra katolsk side var at den ved benægtelsen af Kristus som havende en menneskelig side, samtidigt benægtede Jesus Kristus som en ægte inkarnation af det guddommelige i det menneskelige, og uden inkarnationen kan der ikke være nogen opofrelse for menneskets synder og ingen tilgivelse.

## Pelagianisme
Pelagianisme er troen på, at mennesket kan opnå et syndfrit liv og Guds frelse alene gennem gode handlinger og brugen af den frie vilje, og at Guds kærlighed er en hjælp men ikke en absolut nødvendighed. Det er benægtelsen af dogmet om arvesynden. Pelagianisme prædiker, at Jesu rolle er begrænset til at være et godt eksempel som modvægt til Adams dårlige. Pelagius var en munk, der levede i Rom i det 5. århundrede. Pelagianisme blev modarbejdet af Augustin, fordømt af pave Innocens 1. i år 417 og dømt kættersk ved synoden i Efesos år 432.
Problemet med pelagianismen fra et katolsk perspektiv er, at den ikke forstod menneskets inderste natur, svaghed. At mennesket modsat Pelagius' lære ved sin natur er syndigt og dømt ved Adams fald.
Det Nye Testamente, Efeserbrevet, kapitel 2, vers 3:
”Til dem hørte også alle vi engang. I vort køds begær gjorde vi, hvad kødet og sindet ville, og vi var af natur vredens børn ligesom de andre”
Det Nye Testamente, Romerbrevet, kapitel 5, vers 12:
”Derfor: Synden kom ind i verden ved ét menneske, og ved synden døden, og sådan kom døden til alle mennesker, fordi alle syndede.”

## Arianismen
Arius var en kristen præst i Alexandria i begyndelsen af det 4. århundrede. Arius mente, at Gud havde skabt Jesus Kristus ud fra ingenting som sin første og største skabning. Efter Gud havde skabt Jesus, skabte Gud verden og alle skabningerne i den. Men eftersom Jesus var en skabning forskellig fra og dermed underlegen, Gud, så frasagde Arius sig dermed det centrale dogme om treenigheden, hvori Gud og Kristus (og Helligånden) er ét og af samme væsen. I år 325 indkaldte Konstantin den Store til synode i Nikæa (nuværende: Iznik) til at debattere Arius' opfattelse, hvor konklusionen fra synoden blev en erklæring om hans lære som kætteri, hvorefter Arius blev forvist til Illyrikum.
Arianerne var dog ikke en bevægelse centreret omkring Arius. Den var snarere en opfattelse inden for hele kirken som omhandlede forståelsen af forholdet mellem Faderen og Sønnen, som med tiden fået navnet "den arianske bevægelse". Dette skisma var så dybt, at ikke engang en massiv bekæmpelse gennem både fjerde og femte århundrede kunne fjerne den arianske bevægelse. Så sent som i det syvende århundrede bekæmpede kirken den nye religion islam som den i begyndelsen betragtede som en ariansk bevægelse.
Grunden til, at kirken forfulgte arianerne så stærkt, var netop deres understregning af at Kristus var et skabt væsen. Den ortodokse kirkes kristusforståelse var at Kristus var det selvsamme Ord som Gud havde skabt verden med. Det kom af at Kristus i indledningen til Johannesevangeliet identificeres med Ordet (I begyndelsen var Ordet, og Ordet var hos Gud og Ordet var Gud (Joh. 1,1)). På denne vis blev det Nye testamente koblet sammen med skabelsesberetningen fra det Gamle testamente, hvor Gud skaber hele verden med sit ord. Udover det, får Kristus/Ordet også den væsentligste rolle i den ortodokse frelseslære. Kristus bliver den der ved at påtage sig al menneskets synd genopretter forbindelsen til Gud efter syndefaldet. Var Kristus ikke Gud selv, kunne dette offer ikke påtage sig al menneskets synd. Det var derfor vigtigt for kirken at understrege Kristi guddommelighed. Man kan dermed sige, at hele den kristne kirkes frelseslære hviler på forståelsen af Kristus som Gud selv.

## Det store skisma / Øst-vest-skismaet
Bruddet i 1054, hvor pave Leo IX og patriarken Mikael I ekskommunikerede hinanden og i praksis adskilte kirken i den vestlige katolske og den østlige ortodokse, var kulminationen på en århundredgammel strid. Hovedsageligt et spørgsmål om jurisdiktion og hvem, der var den højeste autoritet inden for kirken, hvor den østlige ortodokse kirke ikke accepterede læren om pavens ufejlbarhed, og den vestlige katolske kirke ikke accepterede patriarken af Konstantinopel som universel patriark, såvel som om hvem der havde jurisdiktion over områder på Balkan. Derudover var der uoverensstemmelser om, hvordan nadveren skulle foregå, hvor den vestlige kirke brugte brød bagt uden gær, og den østlige kirke dyppede brødet i vinen.
Adskillelsen blev af mange anset som et personligt anliggende mellem Leo IX og Mikael I. Det er aldrig blevet verificeret af en kirkelig synode, hvorfor en del kirkesamfund heller ikke accepterer adskillelsen som legitim.
Betegnelsen Det store skisma bruges undertiden også om tilstanden i Vestkirken 1378-1417 e.Kr., hvor der sad rivaliserende paver både i Rom og i Avignon (og i en overgang også i Pisa).

## Reformationen
Ved reformationen i det 16. århundrede deltes den vestlige kirke yderligere i en katolsk og protestantisk retning samt en anglikansk, der nærmest indtager en midterposition mellem dem. Forud for reformationen gik flere hundrede år med spændinger. Baggrunden for den lutherske reformation, som siges at begynde i 1517, da Martin Luther sømmede sine 95 teser op på kirkeporten i Wittenberg, var bl.a. en stor utilfredshed med det udbredte salg af afladsbreve (afladshandel).
Årsagen til reformationen er dog mere kompleks: I middelalderen var den katolske kirke blevet gennemsyret af korruption og nepotisme. Paverne var ofte fordrukne, havde affærer og opførte sig generelt upassende som overhoveder for den kristne kirke. Samtidig med at de paver og kardinaler levede et liv i overdådig luksus, blev hele Europa drænet for penge, som gik til deres ekstravagante liv og bygningen af mægtige katedraler.
Luther var i begyndelsen ikke opsat på at bryde med den katolske kirke, men ville reformere den indefra. Han var overbevist om at man blev nødt til at vende tilbage til Skriften (Bibelen) som eneste grundlag for kirken. Den katolske kirke anvendte i stor stil forskellige traditioner og filosofier som sit grundlag ud over Bibelen. Luthers motto blev "Sola Scriptura" (Skriften alene) og blev grundlaget for, at der på lutherske universiter blev lagt vægt på at lære græsk og hebraisk, så man kunne læse Bibelen på originalsproget.
Luther var overbevist om, at paven, som jo var Kristi stedfortræder, ikke var klar over den grove udnyttelse, som fandt sted, og selv ville være interesseret i at rense kirken for urene elementer. Efter nogen tid blev Luther dog bevidst om, at paven var den, der stod bag hele denne korrumpering at kirken, og han begyndte i sine breve at angribe paven personligt, hvilket var med til at han i 1521 blev lyst i band ved Worms-ediktet (Rigsdagen i Worms).
Herefter var Luther fredløs, og han var i åben krig med selve kirken. Han blev dog støttet af flere parter, som kunne se det fornuftige i det han sagde. Blandt andet var de økonomiske perspektiver svært tillokkende for fyrsterne, som gennem tiden havde mistet både land og magt til kirken. Kirken besad enorme mængder land og gjorde endog krav på at bestemme over kejseren.
Selv om Luther forsøgte at bekæmpe det, opstod der en mængde forskellige protestantiske retninger i kølvandet på hans brud med kirken. De var ofte af tvivlsom art og bestod ofte af dommedagsprofeter, som spredte budskabet om verdens snarlige undergang. Luther havde intet tilovers for disse retninger, og han gjorde ofte fælles front med den katolske kirke i bekæmpelsen af dem. Værst var de såkaldte gendøbere. Luther foragtede dem, fordi de ikke ville acceptere barnedåb. Disse gendøbere blev forfulgt, men trives i dag i stor stil især i USA og Asien.
Protestantismen selv kan inddeles i en lang række forskellige retninger.